# Gregor Schwartz-Bostunitsch
Gregor Schwartz-Bostunitsch (né Grigorij Bostunič le 1er décembre 1883 à Kiev et mort à une date inconnue) est une figure éminente de l'Allemagne nazie. Il est un auteur germano-russe dans le mouvement völkisch et devient SS-Standartenführer en 1944. Sa mort n'est pas claire.

## Biographie
Gregor Schwartz-Bostunitsch était un auteur radical d'origine germano-russe. Agitateur actif contre la révolution bolchevique, il fuit sa Russie natale en 1920 et voyage en Europe de l'Est, prenant contact avec les théosophes bulgares et probablement avec Georges Gurdjieff. En tant qu'anticommuniste mystique, il a développé une croyance inébranlable dans la conspiration mondiale judéo-maçonnique et bolchevique décrite dans les Protocoles des Sages de Sion. En 1922, il publie son premier livre, Franc-maçonnerie et Révolution russe, et émigre en Allemagne la même année. Il se convertit avec enthousiasme à l'anthroposophie en 1923, mais en 1929, il la répudie comme un autre agent de la conspiration. Entre-temps, il commence à donner des conférences pour la Société ariosophique et est un contributeur au périodique à l'origine théosophique (et plus tard, néo-païen) de Georg Lomer intitulé Asgard : une feuille de combat pour les dieux de la patrie. Il travaille également pour l'agence de presse d'Alfred Rosenberg dans les années 1920 avant de rejoindre les SS. Il donne de nombreuses conférences sur les théories du complot et est nommé professeur honoraire de la SS en 1942, mais n'est pas autorisé à donner des conférences en uniforme en raison de ses opinions peu orthodoxes. En 1944, il est promu SS-Standartenführer sur la recommandation de Himmler.

## Ouvrages
- Ein Meer von Blut [« Mer de sang »], Munich, 1926.
- Die Freimaurerei [« Franc-maçonnerie »], Weimar, 1928.
- Die Bolschewisierung der Welt [« Bolchevisation du monde »], Munich, 1929.
- Doktor Steiner, ein Schwindler wie keiner ein Kapitel über Anthropologie und die geistige Verwirrungsarbeit der Falschen Propheten [« Dr Steiner, un escroc : Un chapitre sur l'anthropologie et l'agitation de désorientation mentale des faux prophètes »], Munich, 1930.
- Jüdischer Imperialismus – 3000 Jahre hebräischer Schleichwege zur Erlangung der Weltherrschaft [« Impérialisme juif – 3000 ans de voies secrètes hébraïques vers la suprématie mondiale »], Landsberg am Lech, 1935.
- Jude und Weib Theorie und die Praxis des jüdischen Vampyrismus, der Ausbeutung und Verseuchung der Wirtsvölker [« Juif et femme, quelques théoriques et pratiques sur le vampirisme juif, l'exploitation et la contamination des nations hôtes »], Berlin, 1939.